# Trucha escabechada

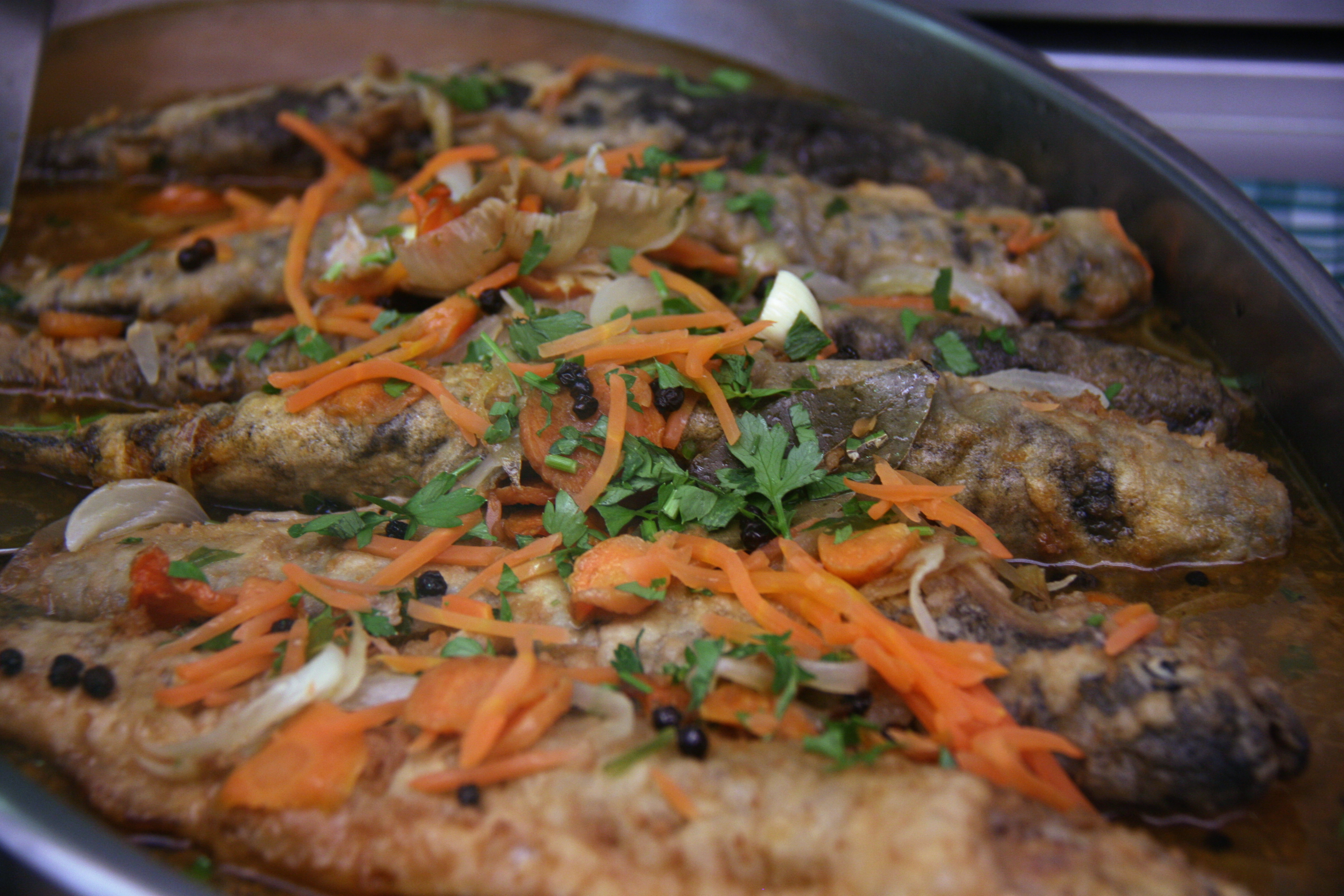
Detalle de trucha en escabeche.

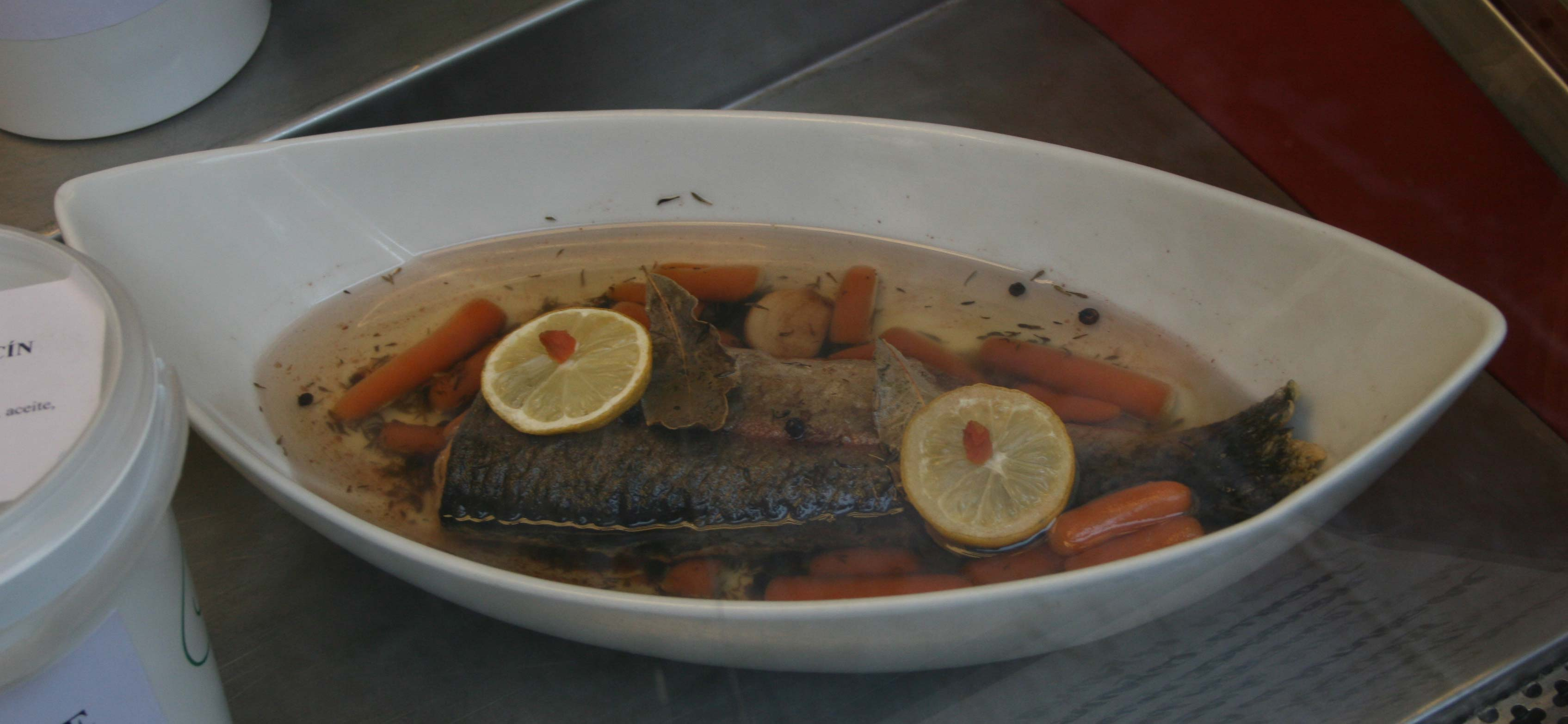
Trucha en escabeche.

La trucha escabechada es un plato de pescado típico de la cocina española, se suele emplear en su elaboración un pescado de río: trucha. En la cocina española suele ser un plato habitual del interior. Su preparación data de la época andalusí. El plato suele servirse, debido a sus características, en los meses calurosos de verano.

## Características
La trucha suele limpiarse de vísceras y escamas para posteriormente freírse en aceite de oliva muy caliente, tras esta operación se escabecha entre sus propios jugos de la preparación. Esta operación hace que pueda mantenerse conservado durante varios meses, no empleando como recipiente metales ya que pueden ser atacados por ácidos. Otros pescados pueden emplearse en receta similar como la lubina. 